# Ahiru no Sora
Ahiru no Sora (あひるの空? lett. "Sora l'anatroccolo" o "Il cielo dell'anatroccolo") è un manga shōnen scritto e disegnato da Takeshi Hinata incentrato sul basket e pubblicato dal 10 dicembre 2003 sulla rivista Weekly Shōnen Magazine di Kōdansha. Il manga ha ispirato una serie televisiva anime prodotta dallo studio Diomedéa, trasmessa su TV Tokyo dal 2 ottobre 2019 al 30 settembre 2020.

## Trama
Sora Kurumatani è uno studente appena trasferitosi in una nuova scuola e che, nonostante sia basso e fisicamente debole, adora la pallacanestro e sin da piccolo ha sempre sperato di poter crescere ed essere in grado di entrare in una squadra di basket, come anni addietro fece sua madre.

## Personaggi

I protagonisti della serie nella prima sigla di apertura

### Kuzuryū
Sora Kurumatani (車谷空?, Kurumatani Sora)
Doppiato da: Yūki Kaji, Natsumi Fujiwara (da bambino)
Alto 150 cm. Viene dalla prefettura di Nagano, dato che non c'erano molti studenti nella sua scuola media nel suo istituto non era stato fondato nessun club di pallacanestro, figlio di Tomohisa e Yuka, sua madre giocava a basket della nazionale femminile giapponese è stata lei a insegnargli tutto quello che conosce del basket. Si iscrive al liceo Kuzuryū della prefettura di Kanagawa andando a vivere con la nonna materna in modo da stare più vicino a sua madre che è stata ricoverata in una clinica nelle vicinanze (muore per via dei suoi problemi di salute). Si unisce alla squadra di basket del suo liceo potendo per la prima volta far parte di un team e giocando le sue prime partite. Non essendo alto ha dovuto perfezionare la sua tripla rendendola quasi perfetta, può centrere il canestro anche mantenendo una lunga distanza dalla linea del tiro libero, ciò è dovuto al suo intenso programma di preparazione, è capace di allenarsi con una media di oltre 1000 tiri al giorno, ha dovuto perfezionare la sua percentuale di realizzazione anche tirando dal lato sinistro del campo, che all'inizio era la zona dalla quale faticava maggiormente a eseguire dei buoni tiri. È capace di tirare anche lasciando andare la palla con entrambe le mani. È veloce, e riesce a eseguire il double clutch facendo passare la palla da una mano all'altra anche da dietro la schiena, inoltre ha un'ottima percezione della distanza che lo separa dal canestro. Possiede tutte le abilità del tweener essendo bravo anche negli assist, avendo sviluppato questa abilità più per necessità dato che quando era più giovane, per via della sua mancanza di altezza, lo costringevano più che altro a passare la palla. Non sopporta che le persone lo reputino debole solo per via della sua bassa statura, sebbene ironicamente quando gli chiedono la sua vera altezza per l'imbarazzo arriva a mentire, tutte le volte che viene invitato a prendere parte a una rissa non si tira mai indietro, ma a dispetto del suo coraggio è incapace di difendersi venendo sempre picchiato (ha preso parte a oltre 200 risse senza mai vincerne una). La sua testardaggine viene spesso considerata fastidiosa, ma si comporta così solo perché non gli piace arrendersi. Nella sua divisa porta il numero "15" e la scritta piccolo (小?, ko).
Momoharu Hanazono (花園百春?, Hanazono Momoharu)
Doppiato da: Yuma Uchida
Alto 189 cm, è il capitano della squadra. Fratello gemello di Chiaki, i loro genitori sono dei medici. Lui e Chiaki non fanno altro che bisticciare. Ai tempi delle scuole medie giocò una sola partita dato che nonostante i suoi allenamenti non era nemmeno capace di fare un solo canestro, col tempo iniziò a odiare il basket, al punto che diventando il capitano della squadra del liceo Kuzuryū si è rifiutato di trasformarla in una squadra che potesse realmente diventare competitiva, diventando un teppista violento. In un primo momento prova avversione per Sora, dato che non condivideva il suo entusiasmo per il gioco, ma poi si lascia contagiare dalla sua passione e ritrova l'amore per il basket. Sora è il primo a notare la sua straordinaria elevazione, cosa che gli permette di eseguire bene la schiacciata o di conquistare il rimbalzo. È capace di eseguire due salti di fila in brevissimo tempo di distanza tra il primo e il secondo. Gioca sempre in maniera leale cercando di non commettere falli, può ricoprire sia il ruolo di centro che quello di ala grande. Abbandona i suoi modi da ragazzo violento e diventa responsabile e giudizioso. È innamorato di Madoka la quale lo ricambia. È un fumatore accanito. Il numero della sua divisa è il 4, e sulla schiena ha il kanji 四 (yon?), ideogramma che indica il suo numero.
Chiaki Hanazono (花園 千秋?, Hanazono Chiaki)
Doppiato da: Katsuyuki Konishi
Alto di 193 cm, è il fratello gemello di Mohoharu, appare come una persona superficiale, che pensa solo a rimorchiare ragazze o a mangiare, oltre la fatto che i suoi comportamenti appaiono esuberanti quanto inappropriati, ma in definitiva è un bravo ragazzo, infatti anche se all'inizio, proprio come il fratello e il resto della squadra aveva perso la voglia di giocare a basket, al contrario di loro non si è mai comportato da teppista, infatti è evidente che non gli piace la prepotenza. È stato il primo amico di Sora quando egli si iscrive al Kuzuryū. In una persona lui ammira principalmente il coraggio e la forza di carattere. Praticava la pallacanestro già alle medie, ma non vi si dedicò più con dedizione per timore che, pur impegnandosi, non avrebbe potuto comunque evitare la sconfitta, la sua paura infatti è di essere giudicato un perdente, effettivamente a dispetto delle apparenze lui ha paura del giudizio della gente. Grazie a Sora e Momoharu decide di tornare a giocare con impegno, i suoi passaggi sono veloci e precisi, inoltre è abile nel contropiede e sa valutare la situazione con freddezza e ragionamento. Possiede una forza fisica straordinaria, inoltre può anche schiacciare in alley-oop, è infatti un ottimo point center ma essendo molto grande la sua poca velocità limita le sue probabilità di fare canestro, lui predilige passare la palla principalmente perché (per propria ammissione) gli piace troppo sfruttare i suoi compagni per i lavori più impegnativi. Il numero sulla sua divisa è il 7 assieme all'ideogramma amore (愛?, ai).
Kenji Natsume (夏目健二?, Natsume Kenji)
Doppiato da: Kishō Taniyama
Alto 178 cm, già come matricola si afferma come l'asso della squadra, gioca come ala grande. Viene della prefettura di Hiroshima, il padre lavorava in un cantiere edile, è morto per via di un incidente sul lavoro, ha un brutto rapporto con la madre e con il patrigno, al contrario vuole molto bene a sua sorella minore Juri. È molto legato al pallone che il padre gli regalò, benché ormai sia molto consumato. Nonostante un prestigioso liceo di Hiroshima gli avesse fatto un'offerta per entrare nella loro squadra di pallacanestro, è stato costretto dalla famiglia a trasferirsi a Kanagawa dalla zia dato che erano stufi dei suoi comportamenti, infatti è stato spesso coinvolto in varie risse. Una volta iscritto al Kuzuryū accetta di unirsi alla squadra di basket, benché all'inizio non sembrasse interessato. È molto forte, è capace di mettere al tappeto più avversari da solo senza troppi sforzi, ha vari tatuaggi sul braccio destro. Uno dei suoi attori preferiti è Ken Takakura. Il numero sulla sua divisa è l'11.
Masahiro Saki (茶木正広?, Saki Masahiro)
Doppiato da: Kenn
Alto 171 cm, insieme a Momoharu, Shinichi e Nabeshima formano il gruppo di teppisti alla guida del club di basket dell'istituto, il motivo per cui vi hanno preso parte è solo dovuto al fatto che lo statuto del Kuzuryū prevede l'obbligo per gli studenti a iscriversi a un club sportivo, ma né Saki e né i suoi amici sembrano volersi impegnare seriamente nello sport. Si lascia provocare con facilità, sempre pronto a venire alle mani. Lascia la squadra non avendo mai trovato il modo di adattarsi al gruppo una volta che il club inizia a competere ad alti livelli. Ha indossato la divisa con la maglia numero 6.
Shinichi Yasuhara (安原真一?, Yasuhara Shinichi)
Doppiato da: Taku Yashiro
Alto 181 cm, anche se ama la pallacanestro, tenta di nascondere la sua passione, ci tiene all'opinione degli altri anche se non lo ammette, e odia fare brutte figure. La sua famiglia gestisce un negozio di frutta. In apparenza può sembrare un arrogante e un sopraffattore, ma è protettivo con i suoi compagni di squadra. È secondo dan di karate. Ha l'abitudine di picchiare Sora quando lui lo fa innervosire. Il numero sulla sua divisa è il 5.
Ryuhei Nabeshima (鍋島竜平?, Nabeshima Ryuhei)
Doppiato da: Chado Horii
Alto 173 cm, spesso si copre la testa con una bandana e con il cappello con visiera, può sembrare un ragazzo menefreghista e pigro, ma in realtà è una brava persona, lui e Chiaki si conoscono fin dai tempi delle scuole elementari. Col tempo si affeziona alla squadra e diventa sempre più evidente il suo desiderio di poter diventare un bravo giocatore in modo da poter contribuire in maniera concreta al gruppo, tanto che, con duro allenamento, impara il tiro a due mani di Sora pur non essendo bravo quanto lui. La sua famiglia non ha molti soldi, ha una sorella più piccola di nome Nanako. In passato giocava a baseball. Sulla divisa porta il numero 8.
Kaname Shigeyoshi (茂吉要?, Shigeyoshi Kaname)
Doppiato da: Mamoru Miyano
Alto 198 cm. Ai tempi delle medie i suoi compagni di squadra contavano troppo su di lui, ritenendolo un giocatore promettente, soprattutto per la sua altezza, ma la sua tecnica era ancora troppo acerba. Non all'altezza delle aspettative dei suoi compagni, decise di lasciare il basket, entrando nel liceo Kuzuryū come matricola si unisce al club di chimica, ma grazie all'influenza di Sora, Chiaki e Momoharu riscopre il suo amore per il basket e si unisce al club. Oltre a saper usare la schiacciata, è bravo anche nell'hook shot si è perfezionato in questa mossa fin da bambino, proprio per via del buon utilizzo di questa mossa egli non usa la forza fisica per avanzare verso il canestro, anche perché non ha molta muscolatura nelle braccia. La sua è una famiglia benestante, ha persino un campo da basket all'aperto nel suo giardino. Soffre di anemia. Sulla divisa ha il numero 12.
Nao Nanao (七尾奈緒?, Nanao Nao)
Doppiata da: Yuna Taniguchi
È la manager della squadra, è sempre stata brava nel valutare le abilità dei giocatori, è in grado di elaborare delle buone strategie di gioco, infatti prima che Tomohisa diventasse l'allenatore della squadra era praticamente Nanao a rivestire questa posizione in squadra impostando anche il programma di allenamento. La sua famiglia gestisce un negozio di articoli sportivi. È una ragazza gentile, ma anche maldestra e disattenta. Le piace suonare la chitarra. Ha un debole per Sora.
Masayoshi Satsuki (五月正義?, Satsuki Masayoshi)
Doppiato da: Eiji Takemoto
Insegnante dell'istituto, gli viene assegnato il ruolo di responsabile del club di basket, è un uomo che crede nel valore della disciplina e non tollera comportamenti violenti, anche per questo all'inizio non è stato facile per lui gestire i suoi giocatori, essendo molti di loro turbolenti e aggressivi, ma col tempo impara ad apprezzare la loro buona volontà. Si appassione sempre di più al basket, constatando come questo sport ha aiutato i suoi studenti a crescere come persone. Ha una moglie e un figlio.
Tomohisa Kurumatani
Doppiato da: Takehito Koyasu
È il padre di Sora e marito di Yuka, è un uomo gentile e affettuoso. In seguito alla morte della moglie decide di aiutare il figlio nel suo percorso sportivo, infatti si assume l'incarico di allenatore della squadra di basket del liceo Kuzuryū. È un allenatore serio con un buon senso dell'osservazione.
Madoka Yabuchi (薮内円?, Yabuchi Madoka)
Doppiata da: Sayaka Senbongi
Gioca nella squadra di basket femminile del liceo Kuzuryū, da subito si viene a instaurare un forte legame tra lei e Sora, effettivamente Madoka diventa una figura importante per il ragazzo, sia nella pallacanestro che nella vita. Sora è innamorato di lei, però Madoka, pur tenendo a Sora, non lo ricambia essendo innamorata di Momoharu. Lei e Nanao frequentavano la stessa scuola media.

### Shinmaruko
Shinichi Chiba (千葉真一?, Chiba Shinichi)
Doppiato da: Kazuya Nakai
È il capitano della squadra, di ruolo è un pivot. Ha iniziato a giocare a basket dalla terza elementare, possiede un fisico massiccio, per lui l'aspetto più fondamentale della pallacanestro è l'altezza, addirittura non consente l'ingresso in squadra a nessuno che non raggiunga i 170 cm di altezza. Molto esigente con i suoi compagni, sia in partita che in allenamento. La sua schiacciata è talmente potente da poter atterrare l'avversario al solo contatto fisico.
Tokitaka Tokiwa (常盤時貴?, Tokiwa Tokitaka)
Doppiato da: Sōma Saitō
Gioca nel ruolo di playmaker, è l'unico giocatore della squadra, oltre a Chiba, che rientra della Top Five di Kanagawa. Ha un ottimo senso dell'osservazione, gli basta poco per individuare una debolezza nel suo avversario, è un ragazzo gentile ma anche competitivo. Nel tempo libero si dedica alla musica, infatti suona in una band. Riscuote successo con le ragazze.
Hiroshi Kuchiki
Doppiato da: Atsushi Kasama
Persona piuttosto subdola, infatti non si fa problemi a creare difficoltà agli avversari usando mosse poco lecite, come ad esempio simulando il fallo, inoltre è evidente che si diverte a farlo, sebbene il suo capitano Chiba disapprovi questa condotta.
Masaharu Choji
Doppiato da: Taketa Kaito
Possiede una notevole elevazione del salto tanto che, a detta di Chiba, sarebbe perfettamente in grado di eseguire la schiacciata, non fa uso di questa mossa principalmente perché, contrariamente a Chiba, ha una personalità più insicura.
Kento Sawa
Doppiato da: Junya Enoki
La sua principale abilità è nell'esecuzione del tiro libero dalla lunga distanza, infatti sebbene la squadra dello Shinmaruko prediliga il gioco da sfondamento, Sawa è più portato per il canestro dall'outside. È completamente calvo, quando gioca porta una fascia sulla fronte.

### Kitasumi
Shingo Katori (香取真吾?, Katori Shingo)
Doppiato da: Makoto Furukawa
È il capitano della squadra, il suo ruolo è quello di playmaker, ragazzo calmo e concentrato, è un buon passatore, sapendo valutare con attenzione a chi affidare la palla per assicurarsi chi tra i suoi compagni abbia maggiori possibilità di fare canestro, inoltre è veloce nell'eludere la difesa, e riesce a individuare i punti deboli dei suoi avversari avendo abilità analitiche.
Tarō Kabachi (蒲地太郎?, Kabachi Tarō)
Doppiato da: Jun Fukuyama
È il cugino di Nanao, a dispetto del loro legame di parentela ha un debole per lei. È l'asso del Kitasumi, la sua tecnica nel tiro libero è eccezionale, inoltre è abile nel palleggio sotto gamba, ciò che rende sbalorditiva la sua tecnica di tiro è che, a dispetto del fatto che il tempo nel salto e quello del rilascio della palla sono sconnessi, ciò non nuoce alla sua precisione che gli vale la capacità di fare canestro con semplicità. Marcarlo è molto difficile, non solo perché è veloce, ma anche perché possiede una resistenza incredibile (superiore anche a quella di Sora) tanto da poter correre a piena velocità per tutta la durata della partita senza dare segno di affaticamento, dunque il suo avversario nel tentativo di stargli dietro correndo pure lui per tutto il tempo a pieno regime, finisce col sfiancarsi. Nonostante il suo talento (al pari di Nanao) è decisamente maldestro. Si esprime spesso tramite anglicismi.
Manabu Konishi
Doppiato da: Kazuyuki Okitsu
Già al suo ingresso al liceo Kitasumi come matricola si afferma come centro. È stato compagno di scuola di Momoharu e Chiaki alle scuole medie, più giovane di loro di un anno, giocava con i gemelli nel club di pallacanestro, Konoshi e Momoharu sono sempre stati grandi amici. È un ragazzo gentile, ma in campo non mostra pietà ai suoi avversari, sa come catturare il rimbalzo, forte anche del suo screen out. È affidabile anche nell'esecuzione del tiro libero. Il suo non è un talento naturale, infatti alle scuole medie, al pari di Momoharu, non era un giocatore di primo livello, è diventato un atleta migliore solo grazie ai duri allenamenti a cui si è sottoposto, animato dalla voglia di impegnarsi.
Hasebe
Doppiato da: Kengo Kawanishi
La sua tecnica di gioco appare un po' incerta, infatti alle volte si fa trasportare dall'avventatezza non riuscendo a dare pieno fondo alle sue abilità in attacco, ma in compenso è un giocatore veloce, infatti è abile nel tagliare cogliendo di sorpresa i suoi avversari.
Tachibana
Doppiato da: Haruki Ishiya
Principalmente è in difesa che contribuisce maggiormente al gioco, quando tra gli avversari si presenta un attaccante particolarmente pericoloso si adopera per fermalo, ad esempio usando il blocco, oppure facendo doppia marcatura. Il suo layup è talmente preciso da metterlo a segno senza dover nemmeno toccare il ferro.
Koga
Doppiato da: Minoru Aoyama
È l'allenatore della squadra, ha 71 anni, si presenta come un uomo calmo e gentile, ma qualche volta si rivela meschino, ad esempio provocando Kabachi, ma solo per motivarlo a giocare con il pieno impegno, sapendo che egli dà il massimo solo quando si sente minacciato. Osserva le partite con attenzione, gli basta poco per capire quali sono le strategie adottate dalla squadra avversaria, infatti è un uomo scaltro.

### Shinjo
Katsumi Takahashi (高橋克己?, Takahashi Katsumi)
Doppiato da: Daisuke Namikawa
Alto 191 cm per 82 kg, è il capitano della squadra, ragazzo dotato di un grande spirito combattivo, dato che la squadra non ha un allenatore, è lui a decidere la strategia di gioco, valuta con attenzione la situazione in campo, è veloce e grazie alla fluidità dei suoi movimenti sa come confodere il suo avversario. Nei tiri liberi ha un eccezionale talento, oltre a vantare una straordinaria elevazione quando salta. Rispetta i suoi avversari e anche i propri compagni di squadra, è un po' infantile ma è anche per via di questo aspetto del suo carattere che riesce come leader a mantenere placidità nel gruppo.
Yukinari Kojima (児島幸成?, Kojima Yukinari)
Doppiato da: Hiroyuki Yoshino
Lui e Takahashi sono amici fin da bambini. Il liceo Shinjo presta più considerazione all'istruzione accademica che allo sport, infatti quando Kojima e Takahashi si sono iscritti scoprirono che il club di basket si era sciolto già da un po' di tempo, sono stati loro due a rifondarlo, nei primi due anni per mancanza di giocatori non hanno potuto partecipare ai campionati scolastici. Kojima è una persona carismatica, sa come dare la carica ai suoi compagni, possiede molta resistenza fisica, è agile e inoltre ha una buona abilità nel tiro.
Kazushi Kashiwagi
Doppiato da: Kihiro Kobayashi
In principio era notoriamente conosciuto per essere un ragazzo violento abituato alle scazzottate, unendosi al blub di basket del Shinjo ha trovato nello sport qualcosa a cui appassionarsi con serietà. Ha un temperamento arcigno, non è mai gentile, ma in definitiva i suoi compagni lo rispettano per via dell'impegno assoluto che mette in campo. È in grado si saltare molto in alto, inoltre quando attacca corre a gran velocità verso il canestro andando a segno con il terzo tempo, ma anche nel tiro libero ha una buona affidabilità. È un fan del manga Slam Dunk.
Rokurou Hirai
Doppiato da: Seiichiro Yamashita
Alto 174 cm, ragazzo dal carattere modesto, all'inizio era indeciso se praticare il basket nel proprio liceo, infatti trovava poco incoraggiante il fatto che i suoi unici sempai in squadra fossero Takahishi e Kojima, ma per via del grande rispetto che ha imparato a nutrire nei confronti di entrambi, si è molto affezionato alla squadra. Non solo sa tirare bene della media-lunga distanza, ma sa marcare bene il suo avversario concedendogli poco spazio, questo perché preferisce mantenere il contatto visivo sul proprio rivale piuttosto che sulla palla.
Tamo Yukio
Doppiato da: Taito Ban
Alto 196 cm, ricopre la posizione di pivot. È sempre gentile con i suoi compagni di squadra. Ha dei riflessi reattivi che gli tornano utili nel gioco in difesa, inoltre è molto bravo nel tirare dalla corta distanza, ha imparato da Kojima (che si è premurato di allenarlo personalmente) a sfruttare bene la forza del suo corpo per far valere il suo gioco sotto canestro.
Yanagihara
È una delle riserve della squadra, è tra i giocatori che viene schierato in campo nel caso un membro del quintetto base della squadra non possa giocare, è un ragazzo un po' insicuro ma i suoi compagni di squadra sembrano nutrire abbastanza fiducia nelle sue doti di giocatore.

### Satomi
Kishida
È il capitano della squadra, non dà l'impressione di essere un atleta pericoloso, infatti ha un fisico decisamente mingherlino, inoltre non riesce ad avere molta cura del suo corpo, frequentemente si procura dolori muscolari. Non è una persona molto competitiva oltre e non avere carisma come leader.
Makoto Hidaka
È il giocatore più forte della squadra, nonché quello che indubbiamente mette più impegno di tutti gli altri, è un ragazzo determinato e orgoglioso, possiede un'ottima tecnica di gioco, il suo ruolo in campo è quello di ala piccola, indipendentemente da quanto il suo avversario è forte nulla riesce a scoraggiarlo, bravo nel saper infondere coraggio e grinta a tutta la squadra.
Yuuya Furata
Gioca nella posizione di guardia tiratrice, è un buon giocatore anche se la sua tecnica di gioco è un po' approssimativa, come afferma Hidaka non sfrutta bene il movimento in corsa. Furata prova un po' di antipatia nei riguardi di Hidaka ritenendolo un po' presuntuoso, ma contemporaneamente lo rispetta.
Hiroto Imoto
Ricopre la posizione di playmaker ma non è un giocatore capace di dare molto supporto in partita, inoltre il suo gioco difensivo è di basso livello, fatica a marcare bene il suo avversario, non possiede grandi capacità, inoltre è una persona dal temperamento decisamente timoroso.
Akira Yashiro
Gioca ricoprendo il ruolo di pivot. Quando lo ritiene necessario è severo con i suoi compagni di squadra, sul volto ha sempre un'espressione austera. Non è un giocatore in possesso di grandi capacità di gioco, infatti non riesce a imporsi in campo.
Koji Imayasu
La sua posizione in campo è quella di ala grande, mostra spesso un'espressione compiaciuta, è un ragazzo un po' presuntuoso e superficiale, ma quando la partita si fa difficile si dimostra capace di impegnarsi. Atleticamente non è molto forte, specialmente se paragonato a Momoharu.
Hyodo
È l'allenatore della squadra, negli allenamenti usa principalmente dei metodi spartani, non sempre Hidaka condivide i suoi modi di fare. È una persona paziente e tranquilla, crede nell'importanza del duro lavoro ritenendo che un principio imprescindibile del basket è il desiderio di voler essere più forti.

### Tsurugane
Yoshitake Magumi
È il capitano della squadra nonché il giocatore più forte dello Tsurugane, è dotato di una buona tecnica di base, giocava a basket alle scuole medie, era ritenuto un buon giocatore ma per diverso tempo abbandonò lo sport, infatti quando ha ripreso a giocare al liceo ha dovuto allenarsi per vari mesi prima di recuperare la sua piena forma. In apparenza sembra una persona distaccata, ma in realtà tiene alla sua squadra ed è protettivo con i suoi compagni.
Masaki
Ragazzo dal carattere iracondo, odia farsi prendere in giro dagli altri anche se si sforza di non cedere alle provocazioni. Non sa nuotare, ciò è alla base dell'astio che prova nei confronti di Momoharu, il quale non riuscì ad aiutarlo quando Masaki in un'occasione rischiò di affogare, ancora adesso prova rancore contro di lui.
Shingo
Caratterialmente è molto simile a Sora, come lui cerca sempre di placare i litigi in squadra, è per natura ottimista e, proprio come Sora, è incapace di difendersi, tanto che ha perso gli incisivi dopo che i suoi compagni lo picchiarono. Conobbe Magumi alle scuole medie, giocarono l'uno contro l'altro, Shingo lo stima molto.
Hatayama
Ha un brutto carattere, proprio come Masaki, infatti tra i due c'è un po' di astio reciproco dato che entrambi si lasciano provocare facilmente. Non è un giocatore che possiede grandi capacità infatti non esercita molto impatto in partita non avendo una grande tencnica.
Taniguchi
Giocatore con una tecnica piuttosto essenziale, si innervosisce davanti a un avversario più forte di lui, al punto che quando si sente minacciato non si fa problemi a ricorrere a mosse fallose pur di ottenere un vantaggio sui propri rivali, chiaramente per compensare la sua poca bravura.
Taizo Uchimura
È il supervisore della squadra di basket del liceo Tsurugane, si è fatto assumere nell'istituto da pochi anni, è stato lui a fondare il club di pallacanestro, è un uomo buono dalla personalità genuina, ma pratende disciplina dai suoi giocatori, ricorre anche allo shinai specialmente con Masaki quando egli si comporta in maniera inappropriata.

### Taiei
Sei Shiraishi (白石誠?, Shiraishi Sei)
Doppiato da: Takahiro Sakurai
Alto 183 cm, è il capitano della squadra, preparatissimo a livello tecnico, è un esempio perfetto di point forward dato che il suo attacco è imprevedibile dal momento che può andare direttamente a canestro o limitarsi a passare comodamente la palla, il suo tiro libero è impeccabile, capace di metterli a segno a un ritmo incredibile. È un punto di riferimento per i suoi compagni, è un ragazzo serio, a tratti appare come una persona fredda e distaccata, non è mai gentile con i suoi compagni, per lui non fa differenza se i suoi avversari sono deboli o forti, non si risparmia mai giocando sempre a piena forza senza lasciare scampo. È molto ambizioso, ciò a cui punta finite le scuole è una carriera nella NBA.
Yozan Kamiki (上木鷹山?, Kamiki Yozan)
Doppiato da: Yūto Uemura
Alto 158 cm. Sotto molti aspietti è l'esatto alter-ego di Sora, come lui non è alto di statura, concentrando quasi tutto il gioco nell'abilità di esecuzione del tiro libero, ciò che vuole è dimostrare a tutti che non è necessario essere alti nel basket per trionfare, nonostante tutto, caratterialmente, lui e Sora sono molto diversi, infatti Yozan è disciplinato, freddo e introverso. Si allena molto, prova grande ammirazione per il suo allenatore Yohito, infatti quando iniziò a praticare basket non si impegnava tanto ritenendolo inutile dato che i suoi avversari erano più alti di lui, è stato Yuhito a incoraggiarlo a non vedere la sua bassa statura come una limitazione. Vede in Sora una minaccia, perché è più basso di lui e dunque non può tollerare che egli possa eguagliare il suo livello. È stata Yuka a insegnargli le basi del basket, e quindi anche lui riesce a eseguire il tiro a due mani.
Hyou Fuwa (不破豹?, Fuwa Hyou)
Doppiato da: Yoshitsugu Matsuoka
Alto 178 cm, per qualche tempo ha vissuto negli Stati Uniti dove ha potuto affinare la sua tecnica di gioco, sono in pochi tra i giocatori della sua fascia d'età in Giappone che possono competere con il suo atletismo, trova vantaggio soprattutto nella forza e nella flessibilità dei suoi muscoli, è in grado di effettuare la schiacciata al volo quando la palla rimbalza sul parquet, è capace di farlo anche voltando le spalle al canestro. È una persona infantile e inaffidabile, tanto da saltare gli allenamenti o a presentarsi in ritardo alle partite. Ha l'abitudine di tirare sempre fuori la lingua. Lui e Yozan sono buoni amici.
Shigenobu Yakuma (八熊重信?, Yakuma Shigenobu)
Doppiato da: Yūichirō Umehara
Alto 190 cm, gioca nel ruolo di centro. Quando si iscrisse al Taiei era l'unica matricola che ottenne subito il posto da titolare. Quando gioca si adopera principalmente in difesa, vanta delle ottime doti sul versante atletico oltre a essere veloce, riesce a prendere il rimbalzo favorito dalla sua velocità di reazione, ma anche in attacco è assai temibile, sfrutta bene il tiro dalla lunga distanza ed è anche capace di usare la schiacciata, la sua forza fisica è pari a quella di Momoharu e Chiba. Ha molto autocontrollo, infatti anche se non gli piace farsi provocare non si lascia trasportare dalla rabbia. Ha un atteggiamento severo e intimidatorio con i suoi compagni più giovani.
Keisuke Mineta
È il centro di riserva della squadra, è un ragazzo maldestro e anche un po' meschino, ma sa mettere impegno nel gioco. Ai tempi in cui praticava il basket alle scuole medie era il capitano della propria squadra, iscritto al liceo Taiei si vede costretto ad affrontare una spietata competizione con i suoi compagni (molti più preparati di lui) pur di ottenere il permesso di partecipare alle partite, ma anche se appare come una persona insicura, sa essere determinato. Prova ostilità contro Shijeyoshi il quale durante una partita alle scuole medie lo sconfisse oltre al fatto che Akiyoshi (la ragazza di cui Mineta era innamorato) aveva un debole per lui, infatti negli anni si allenato molto per migliore sia nella forza che nella velocità per superare Shijeyoshi.
Yokoyama Atsushi
Ragazzo molto cordiale, infatti tra i suoi compagni di squadra è decisamente apprezzato per i suoi modi gentili. Il tiro libero è la sua arma migliore, è capace di usarlo per fare canestro con una tale naturalezza che persino Sora ha affermato che quando lo esegue la palla dà l'impressione di tracciare la traiettoria con la quale va a segno ancor prima che il tiro venga eseguito.
Tetsuo Tamayama
Alto 164 cm. È una delle riserve della squadra, qualche volta essendo distratto o precipitoso tende a commettere degli errori in partita, però possiede una buona tecnica di gioco, il fatto che in squadra ci siano giocatori più forti di lui non lo scoraggia, al contrario vede nei suoi compagni dei rivali e ciò lo spinge a impegnarsi di più per guadagnarsi un posto in squadra. Essendo veloce e contemporaneamente non molto alto di statura risulta impossibile fermarlo con una difesa a zona.
Usami Hiroshi
Alto 168 cm, gioca nel ruolo di point guard. È abile nel sfruttare il contropiede dando sfoggio della sua velocità, infatti è defficile marcarlo per via della sua rapidità in attacco, oltre a ciò sa come centrare il canestro con la sua abilità nel tiro libero.
Masaomi Itoga
Giocatore che ama avere il controllo della partita, infatti preferisce un gioco che consenta alla propria squadra di mantenere il dominio del match, come lui stessi afferma non gli piace quando le due squadre giocano a parità di livello dato che non regge bene la pressione. Sa usare bene la schiacciata.
Yohito Sakamaki
È l'allenatore della squadra, ha assunto il ruolo da pochi anni e in breve tempo, grazie ai suoi metodi di allenamento la squadra di basket del liceo Taiei è diventata la più forte di Kanagawa. Per lui non conta soltanto il talento individuale di un giocatore, è altrettanto importante constatare se è capace di adattarsi agli schemi di gioco. Preferisce che i suoi giocatori lo chiamino per nome evitando le formalità, può sembrare un uomo simpatico ma è severo con chi non si impegna o con coloro che si comportano in maniera irresponsabile. Lui e Yuka sono amici di vecchia data.

### Altri personaggi
Yuka Kurumatani (車谷由夏?, Kurumatani Yuka)
Doppiata da: Aya Endō
È la madre di Sora, una giocatrice professionista ritiratasi per motivi di malattia. Ha trasmesso a suo figlio la passione per la pallacanestro, nonostante egli non fosse portato fisicamente per quello sport.

## Media

### Manga
La serie è pubblicata sulla rivista Weekly Shōnen Magazine a partire dal numero 2-3 del 2004, uscito il 10 dicembre 2003 con una regolare cadenza settimanale ad eccezione di una pausa tra il 2 ottobre 2013 e il 12 marzo 2014. Il 7 gennaio 2019, Hinata annunciò che la serie era entrata nell'arco narrativo finale. A partire dal 15 maggio 2004, la serie è stata raccolta in volumi tankōbon sotto l'etichetta Kodansha Comics.
Fuori dal Giappone, la serie è stata tradotta da Glénat in Francia col titolo Dream Team e pubblicata a partire dal 20 luglio 2011 ed in Taiwan da Tong Li Publishing a partire dal 7 gennaio 2015.

#### Volumi
| 1  | 15 maggio 2004 | ISBN 978-4-06-363374-0 |
| 1  | Capitoli (traduzioni letterali dei titoli) - 01. Bash e ragazzo (1) (バッシュと少年(1)?, Basshu to shōnen (1)) - 02. Bash e ragazzo (2) (バッシュと少年(2)?, Basshu to shōnen (2)) - 03. Bash e ragazzo (3) (バッシュと少年(3)?, Basshu to shōnen (3)) - 04. Bash e ragazzo (4) (バッシュと少年(4)?, Basshu to shōnen (4)) - 05. Bash e ragazzo (5) (バッシュと少年(5)?, Basshu to shōnen (5)) - 06. Il brutto anatroccolo difficile da vedere (1) (みにくいあひるの子(1)?, Minikui ahiru no ko (1)) - 07. Il brutto anatroccolo difficile da vedere (2) (みにくいあひるの子(2)?, Minikui ahiru no ko (2)) - 08. Il brutto anatroccolo difficile da vedere (3) (みにくいあひるの子(3)?, Minikui ahiru no ko (3)) - 09. Il brutto anatroccolo difficile da vedere (4) (みにくいあひるの子(4)?, Minikui ahiru no ko (4)) - 10. Ragazzi senza talento (1) (才能のない少年達(1)?, Sainō no nai shōnen-tachi (1)) - 11. Ragazzi senza talento (2) (才能のない少年達(2)?, Sainō no nai shōnen-tachi (2)) - 12. Ragazzi senza talento (3) (才能のない少年達(3)?, Sainō no nai shōnen-tachi (3)) - 13. Le ali di Momoharu (1) (百春の翼(1)?, Momoharu no tsubasa (1)) - 14. Le ali di Momoharu (2) (百春の翼(2)?, Momoharu no tsubasa (2)) |                        |
| 2  | 16 giugno 2004 | ISBN 978-4-06-363383-2 |
| 2  | Capitoli (traduzioni letterali dei titoli) - 11. La determinazione dell'anatroccolo (あひる達の決意?, Ahiru-tachi no ketsui) - 12. Piccolo intruso (1) (小さな乱入者(1)?, Chīsana ran'nyū-sha (1)) - 13. Piccolo intruso (2) (小さな乱入者(2)?, Chīsana ran'nyū-sha (2)) - 14. L'orgoglio del piccolo (チビの誇り?, Chibi no hokori) - 15. Primo volo (初めての飛翔?, Hajimete no hishō) - 16. Un'altra debolezza (もう一つの弱点?, Mōhitotsu no jakuten) - 17. Ali spezzate (折れた翼?, Oreta tsubasa) - 18. La migliore umiliazione (1) (最高の屈辱(1)?, Saikō no kutsujoku (1)) - 19. La migliore umiliazione (2) (最高の屈辱(2)?, Saikō no kutsujoku (2)) - 20. Ragazzi che non sono forti (カッコ悪い少年達?, Kakko warui shōnen-tachi) |                        |
| 3  | 13 agosto 2004 | ISBN 978-4-06-363421-1 |
| 3  | Capitoli (traduzioni letterali dei titoli) - 21. Hey adesso (1) (今しかねえ(1)?, Ima shikanē (1)) - 22. Hey adesso (2) (今しかねえ(2)?, Ima shikanē (2)) - 23. Genio (天才?, Tensai) - 24. Il momento migliore (最高の瞬間?, Saikō no shunkan) - 25. Madre e figlio (母と子?, Haha to ko) - 26. Nuovo mattino (1) (新しい朝(1)?, Atarashī asa (1)) - 27. Nuovo mattino (2) (新しい朝(2)?, Atarashī asa (2)) - 28. Una matricola fastidiosa (迷惑な一年坊?, Meiwakuna ichinen bō) - 29. Palla e obiettivo (ボールとゴール?, Bōru to Gōru) - 30. Per qualcuno (誰が為に?, Daregatame ni) |                        |
| 4  | 16 novembre 2004 | ISBN 978-4-06-363455-6 |
| 4  | Capitoli (traduzioni letterali dei titoli) - 31. Il nibbio e l'anatroccolo (アヒルとトビ?, Ahiru to tobi) - 32. Ragazzi che non si arrendono (諦めの悪い少年達?, Akirame no warui shōnen-tachi) - 33. Nibbio, una palla e il dolore di un amico (1) (鳶とボールと仲間の痛み(1)?, Tonbi to bōru to nakama no itami (1)) - 34. Nibbio, una palla e il dolore di un amico (2) (鳶とボールと仲間の痛み(2)?, Tonbi to bōru to nakama no itami (2)) - 35. Ad un'altezza di gran lunga superiore (1) (遥かな高みへ(1)?, Harukana takami e (1)) - 36. Ad un'altezza di gran lunga superiore (2) (遥かな高みへ(2)?, Harukana takami e (2)) - 37. Piccola ragazza (小っちゃい女の子?, Kotcha i on'nanoko) - 38. La volontà di un uomo e l'orgoglio di una donna (男の意地と女のプライド?, Otoko no iji to on'na no Puraido) - 39. Le debolezze di Nibbio e del piccolo (トビとチビの弱点?, Tobi to chibi no jakuten) - 40. SQUADRA (TEAM?) |                        |
| 5  | 15 gennaio 2005 | ISBN 978-4-06-363475-4 |
| 5  | Capitoli (traduzioni letterali dei titoli) - 41. Il canestro di Nao (奈緒のバスケット?, Nao no Basuketto) - 42. Andiamo al campo di addestramento! (合宿へ行こう！?, Gasshuku e ikou!) - 43. Creare una squadra (チームを作る?, Chīmu o tsukuru) - 44. Differenza di temperatura (温度の違い?, Ondo no chigai) - 45. Notte insonne (眠れない夜?, Nemurenai yoru) - 46. Sensazioni fumose (燻る想い?, Iburu omoi) - 47. Asahi che ha cominciato a salire (1) (昇り始めた朝日(1)?, Nobori hajimeta Asahi (1)) - 48. Asahi che ha cominciato a salire (2) (昇り始めた朝日(2)?, Nobori hajimeta Asahi (2)) - 49. Verso la vittoria (勝利に向かって?, Shōri ni mukatte) - 50. Lo spirito dell'uomo (男の心意気?, Otoko no kokoroiki) |                        |
| 6  | 16 marzo 2005 | ISBN 978-4-06-363506-5 |
| 6  | Capitoli (traduzioni letterali dei titoli) - 51. Capacità e piena potenza (1) (実力、そして全力(1)?, Jitsuryoku, soshite zenryoku (1)) - 52. Capacità e piena potenza (2) (実力、そして全力(2)?, Jitsuryoku, soshite zenryoku (2)) - 53. Genuino (本物?, Honmono) - 54. Il vero gioco (本当の勝負?, Hontō no shōbu) - 55. DF (DF?) - 56. Il miglior inizio e il peggior inizio (最高の始まりと最悪の始まり?, Saikō no hajimari to saiaku no hajimari) - 57. VS (VS?) - 58. Sforzo e talento (努力と才能?, Doryoku to sainō) - 59. Tutti (みんな?, Min'na) - 60. Adesso‥‥。 (今‥‥。?, Ima‥‥.) |                        |
| 7  | 16 giugno 2005 | ISBN 978-4-06-363531-7 |
| 7  | Capitoli (traduzioni letterali dei titoli) - 61. Quelle che non cambiano (1) (変わらないもの(1)?, Kawaranai mono (1)) - 62. Quelle che non cambiano (2) (変わらないもの(2)?, Kawaranai mono (2)) - 63. Menzogna (嘘?, Uso) - 64. Ci vediamo domani (また明日?, Mataashita) - 65. Più in alto di chiunque altro (誰よりも高く?, Dare yori mo takaku) - 66. Distanza (距離?, Kyori) - 67. Vento in coda (追い風?, Oikaze) - 68. Inseguimento (追撃?, Tsuigeki) - 69. Last Play (1) (ラストプレイ(1)?, Rasuto Purei (1)) - 70. Last Play (2) (ラストプレイ(2)?, Rasuto Purei (2)) - 71. Lacrime (1) (涙(1)?, Namida (1)) - 72. Lacrime (2) (涙(2)?, Namida (2)) |                        |
| 8  | 13 agosto 2005 | ISBN 978-4-06-363567-6 |
| 8  | Capitoli (traduzioni letterali dei titoli) - 73. Pensiero (想い?, Omoi) - 74. Nemesi (宿敵?, Shukuteki) - 75. Volare (飛翔?, Hishō) - 76. Ultimo pezzo (ラストピース?, Rasuto Pīsu) - 77. Voti (茂吉?, Mokichi) - 78. Per amore della vittoria (1) (孔雀と鳶(1)?, Kujaku to tonbi (1)) - 79. Per amore della vittoria (2) (孔雀と鳶(2)?, Kujaku to tonbi (2)) - 80. Aspettative e delusioni (期待と失望と?, Kitai to shitsubō to) - 81. La Luna e l'anello (1) (月とリング(1)?, Tsuki to Ringu (1)) - 82. La Luna e l'anello (2) (月とリング(2)?, Tsuki to Ringu (2)) - 83. Pioggia forte... (激しい雨が‥‥?, Hageshī ame ga‥‥) - 84. Luce (光?, Hikari) |                        |
| 9  | 15 ottobre 2005 | ISBN 978-4-06-363588-1 |
| 9  | Capitoli (traduzioni letterali dei titoli) - 85. Mela ammaccata (1) (林檎の傷(1)?, Ringo no kizu (1)) - 86. Mela ammaccata (2) (林檎の傷(2)?, Ringo no kizu (2)) - 87. E alla battaglia decisiva (1) (そして決戦へ(1)?, Soshite kessen e (1)) - 88. E alla battaglia decisiva (2) (そして決戦へ(2)?, Soshite kessen e (2)) - 89. Prima squadra (1) (初陣(1)?, Uijin (1)) - 90. Prima squadra (2) (初陣(2)?, Uijin (2)) - 91. Talento sepolto (埋れた才能?, Umoreta sainō) - 92. Luce e ombra (1) (光と影(1)?, Hikatokage (1)) - 93. Luce e ombra (2) (光と影(2)?, Hikatokage (2)) - 94. Takahashi combattente (闘将・高橋?, Tōshō Takahashi) - 95. RUSH AND HOUR (1) (RUSH AND RUSH(1)?) - 96. RUSH AND HOUR (2) (RUSH AND RUSH(2)?) - 97. Tipo ideale (理想型?, Risōgata) - 98. Polare (極地?, Kyokuchi) |                        |
| 10 | 15 gennaio 2006 | ISBN 978-4-06-363615-4 |
| 10 | Capitoli (traduzioni letterali dei titoli) - 99. THE HARD PLAY (THE HARD PLAY?) - 100. La prova del guerriero (戦士の証明?, Senshi no shōmei) - 101. Giuramento (誓い?, Chikai) - 102. Per la vittoria (1) (勝利の為に(1)?, Shōri no tame ni (1)) - 103. Per la vittoria (2) (勝利の為に(2)?, Shōri no tame ni (2)) - 104. NINE HEADS DRAGON (1) (NINE HEADS DRAGON(1)?) - 105. NINE HEADS DRAGON (2) (NINE HEADS DRAGON(2)?) - 106. Legami (キズナ?, Kizuna) - 107. LOUD ROUND (1) (LOUD ROUND(1)?) - 108. LOUD ROUND (2) (LOUD ROUND(2)?) - 109. Il significato di esistere (1) (存在意義(1)?, Sonzai igi (1)) - 110. Il significato di esistere (2) (存在意義(2)?, Sonzai igi (2)) - 111. Linea di vista (視線?, Shisen) |                        |
| 11 | 17 aprile 2006 | ISBN 978-4-06-363642-0 |
| 11 | Capitoli (traduzioni letterali dei titoli) - 112. Cose da proteggere (1) (守るべきもの(1)?, Mamoru beki mono (1)) - 113. Cose da proteggere (2) (守るべきもの(2)?, Mamoru beki mono (2)) - 114. (守るべきもの2(1)?, Mamoru beki mono 2 (1)) - 115. (守るべきもの2(2)?, Mamoru beki mono 2 (2)) - 116. (守るべきもの3?, Mamoru beki mono 3) - 117. (守るべきもの4(1)?, Mamoru beki mono 4 (1)) - 118. (守るべきもの4(2)?, Mamoru beki mono 4 (2)) - 119. (守るべきもの5(1)?, Mamoru beki mono 5 (1)) - 120. (守るべきもの5(2)?, Mamoru beki mono 5 (2)) - 121. (守るべきもの5(3)?, Mamoru beki mono 5 (3)) |                        |
| 12 | 16 giugno 2006 | ISBN 978-4-06-363680-2 |
| 12 | Capitoli (traduzioni letterali dei titoli) - 122. LIFE (1) (LIFE(1)?) - 123. LIFE (2) (LIFE(2)?) - 124. Luna blu (1) (蒼い月(1)?, Aoi tsuki (1)) - 125. Luna blu (3) (蒼い月(2)?, Aoi tsuki (2)) - 126. Fiamma nera (黒い炎?, Kuroi honō) - 127. Sentiero leggero (1) (光跡(1)?, Kōseki (1)) - 128. Sentiero leggero (2) (光跡(2)?, Kōseki (2)) - 129. Spirale (スパイラル?, Supairaru) - 130. raining (raining?) - 131. Arancia (オレンジ?, Orenji) - 132. Crossover (クロスオーバー?, Kurosuōbā) |                        |
| 13 | 15 settembre 2006 | ISBN 978-4-06-363720-5 |
| 13 | Capitoli (traduzioni letterali dei titoli) - 133. STAND (STAND?) - 134. Retroilluminazione (逆光?, Gyakkō) - 135. Illumina l'oscurità (闇を照らす?, Yami o terasu) - 136. KIDS ARE ALLRIGHT (KIDS ARE ALLRIGHT?) - 137. TENDER (TENDER?) - 138. Guida (道標?, Michishirube) - 139. Ortensia (あじさい?, Ajisai) - 140. Discordia (不和 豹?, Fuwa hyō) - 141. THE WILD ONE (THE WILD ONE?) - 142. Pierce (1) (ピアス(1)?, Piasu (1)) - 143. Pierce (2) (ピアス(2)?, Piasu (2)) |                        |
| 14 | 15 dicembre 2006 | ISBN 978-4-06-363746-5 |
| 14 | Capitoli (traduzioni letterali dei titoli) - 144. Fight for Rock for Life1(1) (Fight for Rock for Life1(1)?) - 145. Fight for Rock for Life1(2) (Fight for Rock for Life1(2)?) - 146. Fight for Rock for Life2(1) (Fight for Rock for Life2(1)?) - 147. Fight for Rock for Life2(2) (Fight for Rock for Life2(2)?) - 148. Fight for Rock for Life3(1) (Fight for Rock for Life3(1)?) - 149. Fight for Rock for Life3(2) (Fight for Rock for Life3(2)?) - 150. Fight for Rock for Life4(1) (Fight for Rock for Life4(1)?) - 151. Fight for Rock for Life4(2) (Fight for Rock for Life4(2)?) - 152. Fight for Rock for Life4(3) (Fight for Rock for Life4(3)?) - 153. Fight for Rock for Life4(4) (Fight for Rock for Life4(4)?) - 154. BLUE GROW(1) (BLUE GROW(1)?) - 155. BLUE GROW(2) (BLUE GROW(2)?) - 156. MERRY GO ROUND (MERRY GO ROUND?) |                        |
| 15 | 16 marzo 2007 | ISBN 978-4-06-363804-2 |
| 15 | Capitoli (traduzioni letterali dei titoli) - 157. STOP＆GO(1) (STOP＆GO(1)?) - 158. STOP＆GO(2) (STOP＆GO(2)?) - 159. Luce volante (飛光?, Hi hikari) - 160. STAND・BY (STAND・BY?) - 161. Sfidante (挑戦者?, Chōsen-sha) - 162. ALL RIGHT GO (ALL RIGHT GO?) - 163. Dichiarazione di guerra (宣戦布告?, Sensen fukoku) - 164. BY MYSELF(1) (BY MYSELF(1)?) - 165. BY MYSELF(2) (BY MYSELF(2)?) - 166. Shooter x Shooter (1) (シューター×シューター(1)?, Shūtā × Shūtā (1)) - 167. Shooter x Shooter (2) (シューター×シューター(2)?, Shūtā × Shūtā (2)) |                        |
| 16 | 15 giugno 2007 | ISBN 978-4-06-363839-4 |
| 16 | Capitoli (traduzioni letterali dei titoli) - 168. Prova (1) (証明(1)?, Shōmei (1)) - 169. Prova (2) (証明(2)?, Shōmei (2)) - 170. Best Member (1) (ベストメンバー(1)?, Besuto Menbā (1)) - 171. Best Member (2) (ベストメンバー(2)?, Besuto Menbā (2)) - 172. Fusibile (1) (導火線(1)?, Dōkasen (1)) - 173. Fusibile (2) (導火線(2)?, Dōkasen (2)) - 174. Drive Live (1) (ドライブライブ(1)?, Doraibu Raibu (1)) - 175. Drive Live (2) (ドライブライブ(2)?, Doraibu Raibu (2)) - 176. GO START ON(1) (GO START ON(1)?) - 177. GO START ON(2) (GO START ON(2)?) - 178. ARROW (ARROW?) |                        |
| 17 | 14 settembre 2007 | ISBN 978-4-06-363884-4 |
| 17 | Capitoli (traduzioni letterali dei titoli) - 179. Break (1) (ブレイク(1)?, Bureiku (1)) - 180. Break (2) (ブレイク(2)?, Bureiku (2)) - 181. Oltre a questo (その先?, Sono-saki) - 182. Prova (ある証明?, Aru shōmei) - 183. Chiama (1) (呼び声(1)?, Yobigoe (1)) - 184. Chiama (2) (呼び声(2)?, Yobigoe (2)) - 185. Il cielo dell'anatroccolo (1) (家鴨の空(1)?, Ahiru no sora (1)) - 186. Il cielo dell'anatroccolo (2) (家鴨の空(2)?, Ahiru no sora (2)) - 187. GO START ON(1) (GO START ON(1)?) - 188. GO START ON(2) (GO START ON(2)?) - 189. GO START ON(3) (GO START ON(3)?) |                        |
| 18 | 17 dicembre 2007 | ISBN 978-4-06-363925-4 |
| 18 | Capitoli (traduzioni letterali dei titoli) - 190. Straight Story 1 (ストレイト ストーリー①?, Sutoreito Sutōrī ①) - 191. Straight Story 2 (ストレイト ストーリー②?, Sutoreito Sutōrī ②) - 192. Straight Story 3 (ストレイト ストーリー③?, Sutoreito Sutōrī ③) - 193. Straight Story 4 (ストレイト ストーリー④?, Sutoreito Sutōrī ④) - 194. Straight Story 5 (ストレイト ストーリー⑤?, Sutoreito Sutōrī ⑤) - 195. Straight Story 6 (ストレイト ストーリー⑥?, Sutoreito Sutōrī ⑥) - 196. Ponte (ブリッジ?, Burijji) - 197. Vacanze estive (サマァ バケイション?, Sama bakeishon) - 198. Another Day, Another Night (アナザーデイ・アナザーナイト?, Anazā Dei Anazā Naito) |                        |
| 19 | 17 marzo 2008 | ISBN 978-4-06-363961-2 |
| 19 | Capitoli (traduzioni letterali dei titoli) - 199. Scalatore pazzo (prima parte) (クレイジークライマー（前編）?, Kureijī kuraimā (zenpen)) - 200. Scalatore pazzo (seconda parte) (クレイジークライマー（後編）?, Kureijī kuraimā (kōhen)) - 201. Monster Bash (prima parte) (モンスターバッシュ（前編）?, Monsutā Basshu (zenpen)) - 202. Monster Bash (seconda parte) (モンスターバッシュ（後編）?, Monsutā Basshu (kōhen)) - 203. Blind Age (ブラインドエイジ?, Buraindo Eiji) - 204. welcome to the Monster Bash Tour (welcome to the Monster Bash Tour?) |                        |
| 20 | 17 giugno 2008 | ISBN 978-4-06-363997-1 |
| 20 | Capitoli (traduzioni letterali dei titoli) - 205. Hot Shot (ホットショット?, Hotto Shotto) - 206. Final Dead Coaster (ファイナルデッドコ－スター?, Fainaru Deddo Kōsutā) - 207. Quadrophenia (クアドロフィニア?, Kuadorofinia) - 208. Sogno di una notte di mezza estate (真夏の夜の夢?, Ma natsu no yoru no yume) - 209. Fight Over (ファイトオーバー?, Faito Ōbā) |                        |
| 21 | 17 settembre 2008 | ISBN 978-4-06-384037-7 |
| 21 | Capitoli (traduzioni letterali dei titoli) - 210. Sixth Men for the Future (シックスメンフォーザフューチャー?, Shikkusu Men Fō za Fuyūchā) - 211. Change (チェンジ?, Chenji) - 212. Stella blu (アオイホシ?, Aoi hoshi) - 213. My Foot (マイフット?, Mai Futto) - 214. Yes.Summerdays (Yes.Summerdays?) - 215. STOP DROP AND ROLL (STOP DROP AND ROLL?) |                        |
| 22 | 17 dicembre 2008 | ISBN 978-4-06-384074-2 |
| 22 | Capitoli (traduzioni letterali dei titoli) - 216. Wild Thing (ワイルドシング?, Wairudo Shingu) - 217. Six Men's March (シックスメンズ・マーチ?, Shikkusu Menzu Māchi) - 218. Realize (リアライズ?, Riaraizu) - 219. Fine dell'estate (夏の終わり?, Natsu no owari) - 220. Last Holiday (ラスト・ホリディ?, Rasuto Horidi) - 221. Rising (ライジング?, Raijingu) |                        |
| 23 | 17 marzo 2009 | ISBN 978-4-06-384110-7 |
| 23 | Capitoli (traduzioni letterali dei titoli) - 222. Open Gate (オープンゲート?, Ōpun Gēto) - 223. Corri verso il vento (風に向かって走れ?, Kaze ni mukatte hashire) - 224. Kaede (楓?, Kaede) - 225. Monochrome (モノクローム?, Monokurōmu) - 226. Gun Fight (ガンファイト?, Gan Faito) |                        |
| 24 | 17 giugno 2009 | ISBN 978-4-06-384145-9 |
| 24 | Capitoli (traduzioni letterali dei titoli) - 227. Nel mezzo di un sogno (夢の途中?, Yume no tochū) - 228. Winding Road (ワインディングロード?, Waindingu Rōdo) - 229. Robbia (茜?, Akane) - 230. Burst (バースト?, Bāsuto) - 231. Lightning (ライトニング?, Raitoningu) - 232. No Regret Life (ノーリグレットライフ?, Nō Riguretto Raifu) - 233. Cielo azzurro all'inizio dell'inverno (空色～冬の始まり?, Sorairo ~ Fuyu no hajimari) - 234. “ＮＡＭＥ” (“ＮＡＭＥ”?) |                        |
| 25 | 17 settembre 2009 | ISBN 978-4-06-384184-8 |
| 25 | Capitoli (traduzioni letterali dei titoli) - 235. Frassino e diamante (灰とダイヤモンド?, Hai to Daiyamondo) - 236. Acqua azzurra (水色の水?, Mizuiro no mizu) - 237. Bianco Natale (白いクリスマス?, Shiroi Kurisumasu) - 238. Tiger Rock Ⅰ (タイガーロックⅠ?, Taigā Rokku Ⅰ) - 239. Tiger Rock ⅠⅠ (タイガーロックⅡ?, Taigā Rokku ⅠⅠ) - 240. Tiger Rock ⅠⅠⅠ (タイガーロックⅢ?, Taigā Rokku ⅠⅠⅠ) - 241. HAPPY NEW DAY (HAPPY NEW DAY?) |                        |
| 26 | 17 febbraio 2010 | ISBN 978-4-06-384221-0 |
| 26 | Capitoli (traduzioni letterali dei titoli) - 242. Tiger Rock Ⅳ (タイガーロックⅣ?, Taigā Rokku Ⅳ) - 243. Tiger Rock Ⅴ (タイガーロックⅤ?, Taigā Rokku Ⅴ) - 244. Tiger Rock Ⅵ (タイガーロックⅥ?, Taigā Rokku Ⅵ) - 245. Scatto (疾走?, Shissō) - 246. DEEP IMPACT (DEEP IMPACT?) - 247. DEEP IMPACT Ⅱ (DEEP IMPACT Ⅱ?) - 248. DEEP IMPACT Ⅲ (DEEP IMPACT Ⅲ?) - 249. DEEP IMPACT Ⅳ (DEEP IMPACT Ⅳ?) - 250. DEEP IMPACT Ⅴ (DEEP IMPACT Ⅴ?) |                        |
| 27 | 16 aprile 2010 | ISBN 978-4-06-384294-4 |
| 27 | Capitoli (traduzioni letterali dei titoli) - 251. DEEP IMPACT Ⅵ (DEEP IMPACT Ⅵ?) - 252. DEEP IMPACT Ⅶ (DEEP IMPACT Ⅶ?) - 253. DEEP IMPACT Ⅷ (DEEP IMPACT Ⅷ?) - 254. Pioggia fredda, neve calda (冷たい雨 暖かい雪?, Tsumetai ame atatakai yuki) - 255. Scene Through (Scene Through?) - 256. Melt Sox (Melt Sox?) |                        |
| 28 | 16 luglio 2010 | ISBN 978-4-06-384326-2 |
| 28 | Capitoli (traduzioni letterali dei titoli) - 257. Corri nell'oscurità (prima parte) (闇を駆ける（前編）?, Yami o kakeru (zenpen)) - 258. Corri nell'oscurità (seconda parte) (闇を駆ける（後編）?, Yami o kakeru (kōhen)) - 259. Boys on the Run (ボーイズ オン ザ ラン?, Bōizu on za Ran) - 260. Boys Don't Cry (ボーイズ ドント クライ?, Bōizu Donto Kurai) - 261. WAITING (WAITING?) - 262. Aspetta solo la primavera (ただ 春を待つ?, Tada haru wo matsu) - 263. Sakura Report (桜リポート?, Sakura Ripōto) - 264. Tempesta di primavera (春の嵐?, Haru no arashi) |                        |
| 29 | 15 ottobre 2010 | ISBN 978-4-06-384377-4 |
| 29 | Capitoli (traduzioni letterali dei titoli) - 265. Vento fangoso 1 (濁った風1?, Nigotta kaze 1) - 266. Vento fangoso 2 (濁った風2?, Nigotta kaze 2) - 267. Vento fangoso 3 (濁った風3?, Nigotta kaze 3) - 268. Melodia blu (prima parte) (青い旋律（前編）?, Aoi senritsu (zenpen)) - 269. Melodia blu (seconda parte) (青い旋律（後編）?, Aoi senritsu (kōhen)) - 270. L'inizio della guerra (開戦?, Kaisen) - 271. Number (ナンバー?, Nanbā) - 272. Hard Cage (ハードケージ?, Hādo Kēji) - 273. Edge Control (エッジコントロール?, Ejji Kontorōru) |                        |
| 30 | 17 febbraio 2011 | ISBN 978-4-06-384440-5 |
| 30 | Capitoli (traduzioni letterali dei titoli) - 274. Rough Control (ラフ・コントロール?, Rafu Kontorōru) - 275. Dead by Sunrise (デッドバイサンライズ?, Deddo bai Sanraizu) - 276. Spirale (螺旋?, Rasen) - 277. Tutti (全部?, Zenbu) - 278. Chi è la chiave? (カギは誰が?, Kagi wa dare ga) - 279. Upper Ground (アッパーグラウンド?, Appā Guraundo) - 280. Aspettando il vento (風待ち?, Kazemachi) |                        |
| 31 | 15 aprile 2011 | ISBN 978-4-06-384482-5 |
| 31 | Capitoli (traduzioni letterali dei titoli) - 281. Countdown (カウントダウン?, Kauntodaun) - 282. Rail promessa (約束のレール?, Yakusoku no rēru) - 283. Ognuno (それぞれの?, Sorezore no) - 284. Raggiungi il Sole (手をのばす その太陽に?, Tewonobasu sono taiyō ni) - 285. Captain (キャプテン?, Kyaputen) - 286. Captain 2 (キャプテン2?, Kyaputen 2) - 287. Captain 3 (キャプテン3?, Kyaputen 3) - 288. Give (ギブ?, Gibu) - 289. Roller (ローラー?, Rōrā) - 290. Keep as Strong (キープ ア ストロング?, Kīpu a Sutorongu) |                        |
| 32 | 15 luglio 2011 | ISBN 978-4-06-384517-4 |
| 32 | Capitoli (traduzioni letterali dei titoli) - 291. Keep as Strong 2 (キープ ア ストロング２?, Kīpu a Sutorongu 2) - 292. Keep as Strong 3 (キープ ア ストロング３?, Kīpu a Sutorongu 3) - 293. Unbreakable (アンブレイカブル?, Anbureikaburu) - 294. Unbreakable 2 (アンブレイカブル２?, Anbureikaburu 2) - 295. Unbreakable 3 (アンブレイカブル３?, Anbureikaburu 3) - 296. Unbreakable 4 (アンブレイカブル４?, Anbureikaburu 4) |                        |
| 33 | 17 ottobre 2011 | ISBN 978-4-06-384562-4 |
| 33 | Capitoli (traduzioni letterali dei titoli) - 297. Unbreakable 5 (アンブレイカブル５?, Anbureikaburu 5) - 298. Unbreakable 6 (アンブレイカブル６?, Anbureikaburu 6) - 299. Again (prima parte) (アゲイン（前編）?, Agein (zenpen)) - 300. Again (seconda parte) AND SECRET TRACK (アゲイン（後編）AND SECRET TRACK?, Agein (kōhen) AND SECRET TRACK) - 301. Synchronized (シンクロナイズド?, Shinkuronaizudo) - 302. Messa a fuoco (焦点?, Shōten) |                        |
| 34 | 17 febbraio 2012 | ISBN 978-4-06-384627-0 |
| 34 | Capitoli (traduzioni letterali dei titoli) - 303. GO (GO?) |                        |
| 35 | 14 settembre 2012 | ISBN 978-4-06-384671-3 |
| 35 | Capitoli (traduzioni letterali dei titoli) - 304. GO (GO?) |                        |
| 36 | 17 ottobre 2012 | ISBN 978-4-06-384718-5 |
| 36 | Capitoli (traduzioni letterali dei titoli) - 305. GO & INTERMISSION (Goback My Page) (GO & INTERMISSION（ゴーバック マイページ）?, GO & INTERMISSION (Gōbakku Mai Pēji)) |                        |
| 37 | 15 marzo 2013 | ISBN 978-4-06-384809-0 |
| 37 | Capitoli (traduzioni letterali dei titoli) - 306. GO & INTERMISSION（CRYING MONSTER） (GO & INTERMISSION（CRYING MONSTER）?) |                        |
| 38 | 17 luglio 2013 | ISBN 978-4-06-384844-1 |
| 38 | Capitoli (traduzioni letterali dei titoli) - 307. GO（FINAL） (GO（FINAL）?) |                        |
| 39 | 17 dicembre 2014 | ISBN 978-4-06-394962-9 |
| 40 | 17 marzo 2015 | ISBN 978-4-06-395380-0 |
| 41 | 17 settembre 2015 | ISBN 978-4-06-395499-9 |
| 42 | 17 novembre 2015 | ISBN 978-4-06-395571-2 |
| 43 | 17 febbraio 2016 | ISBN 978-4-06-395633-7 |
| 44 | 17 giugno 2016 | ISBN 978-4-06-395695-5 |
| 45 | 17 agosto 2016 | ISBN 978-4-06-395771-6 |
| 46 | 16 dicembre 2016 | ISBN 978-4-06-395813-3 |
| 47 | 17 marzo 2017 | ISBN 978-4-06-395926-0 |
| 48 | 17 agosto 2017 | ISBN 978-4-06-510000-4 |
| 49 | 16 marzo 2018 | ISBN 978-4-06-511333-2 |
| 50 | 16 novembre 2018 | ISBN 978-4-06-512838-1 |
| 51 | 17 giugno 2019 | ISBN 978-4-06-516068-8 |

### Anime
Un adattamento anime è stato annunciato il 28 febbraio 2018. La serie è stata diretta da Shingo Tamaki, con Keizō Kusakawa come direttore principale, sceneggiata da Gō Zappa e prodotta dallo studio Diomedéa. Il character design è stato curato da Yoshino Honda mentre la colonna sonora è stata composta da Hiroaki Tsutsumi. La serie è stata trasmessa dal 2 ottobre 2019 al 30 settembre 2020 su TV Tokyo, AT-X e BS TV Tokyo ed è stata divisa in quattro parti. Per la serie sono state realizzate quattro sigle di apertura (Happy Go Ducky! dei The Pillows, Never Mind dei Flumpool, Humming Bird dei Blue Encount e Rebirth degli Acidman) e quattro di chiusura (Tsubasa di saji, Over di Yuma Uchida, Hikari Sasu Hou e di Mamoru Miyano e Taiyou Runner di Shougo Sakamoto).
I diritti internazionali sono stati acquistati da Crunchyroll che ha trasmesso la serie in simulcast in versione sottotitolata in vari Paesi del mondo, tra cui l'Italia.

#### Episodi
| Nº | Titolo italiano Giapponese 「Kanji」 - Rōmaji                                                                        | In onda           | In onda |
| Nº | Titolo italiano Giapponese 「Kanji」 - Rōmaji                                                                        | Giapponese        |         |
| 1  | Il brutto anatroccolo 「みにくいあひるの子」 - Minikui ahiru no ko                                                   | 2 ottobre 2019    |         |
| 2  | Persone senza talento 「才能のない少年達」 - Sainō no nai shōnen-tachi                                               | 9 ottobre 2019    |         |
| 3  | Le ali di Momoharu 「百春の翼」 - Momoharu no tsubasa                                                                | 16 ottobre 2019   |         |
| 4  | Il primo volo 「初めての飛翔」 - Hajimete no hishō                                                                   | 23 ottobre 2019   |         |
| 5  | Ali tarpate 「折れた翼」 - Oreta tsubasa                                                                             | 30 ottobre 2019   |         |
| 6  | È questo il momento 「今しかねえ」 - Imashikanee                                                                     | 6 novembre 2019   |         |
| 7  | Un primino molesto 「迷惑な一年坊」 - Meiwaku na ichinenbō                                                           | 13 novembre 2019  |         |
| 8  | L'anatroccolo e il nibbio 「アヒルとトビ」 - Ahiru to tobi                                                           | 20 novembre 2019  |         |
| 9  | Un nibbio, una palla e un dolore condiviso 「鳶とボールと仲間の痛み」 - Tobi to Bōru to nakama no itami              | 27 novembre 2019  |         |
| 10 | Manager 「マネージャー」 - Manējā                                                                                    | 4 dicembre 2019   |         |
| 11 | Ostinazione maschile e orgoglio femminile 「男の意地と女のプライド」 - Otoko no iji to onna no Puraido               | 11 dicembre 2019  |         |
| 12 | Team 「TEAM」 | 18 dicembre 2019  |         |
| 13 | Differenza di passione 「温度の違い」 - Ondo no chigai                                                               | 25 dicembre 2019  |         |
| 14 | Verso la vittoria 「勝利に向かって」 - Shōri ni mukatte                                                              | 8 gennaio 2020    |         |
| 15 | Spirito maschile 「男の心意気」 - Otoko no kokoroiki                                                                 | 15 gennaio 2020   |         |
| 16 | La migliore partenza e la peggiore partenza 「最高の始まりと最悪の始まり」 - Saikō no hajimari to saiaku no hajimari | 22 gennaio 2020   |         |
| 17 | Versus 「バーサス」 - Bāsasu                                                                                         | 29 gennaio 2020   |         |
| 18 | Ora.... 「今・・・・。」 - Ima...                                                                                    | 5 febbraio 2020   |         |
| 19 | Più in alto di chiunque altro 「誰よりも高く」 - Dare yori mo takaku                                                 | 12 febbraio 2020  |         |
| 20 | Last Play 「ラストプレイ」 - Rasuto Purei                                                                            | 19 febbraio 2020  |         |
| 21 | Lacrime 「涙」 - Namida                                                                                              | 26 febbraio 2020  |         |
| 22 | Last Piece 「ラストピース」 - Rasuto Pīsu                                                                            | 4 marzo 2020      |         |
| 23 | La luna e l'anello 「月とリング」 - Tsuki to Ringu                                                                   | 11 marzo 2020     |         |
| 24 | Luce 「光」 - Hikari                                                                                                 | 18 marzo 2020     |         |
| 25 | Talento nascosto 「埋もれた才能」 - Umoreta sainō                                                                    | 1º aprile 2020    |         |
| 26 | RUSH AND RUSH 「RUSH AND RUSH」                                                                                      | 8 aprile 2020     |         |
| 27 | THE HARD PLAY 「THE HARD PLAY」                                                                                      | 15 aprile 2020    |         |
| 28 | Giuramento 「誓い」 - Chikai                                                                                         | 22 aprile 2020    |         |
| 29 | Legami 「キズナ」 - Kizuna                                                                                           | 29 aprile 2020    |         |
| 30 | Ragione di vita 「存在意義」 - Sonzai-igi                                                                            | 6 maggio 2020     |         |
| 31 | Qualcosa da proteggere 「守るべきもの」 - Mamorubeki-mono                                                            | 13 maggio 2020    |         |
| 32 | TIME LIMIT 「TIME LIMIT」                                                                                            | 20 maggio 2020    |         |
| 33 | LIFE 「LIFE」 | 27 maggio 2020    |         |
| 34 | Scia luminosa 「光跡」 - Kōseki                                                                                      | 3 giugno 2020     |         |
| 35 | STAND 「STAND」 | 10 giugno 2020    |         |
| 36 | KIDS ARE ALLRIGHT 「KIDS ARE ALLRIGHT」                                                                              | 17 giugno 2020    |         |
| 37 | TENDER 「TENDER」 | 1º luglio 2020    |         |
| 38 | Orecchino 「ピアス」 - Piasu                                                                                         | 8 luglio 2020     |         |
| 39 | FIGHT FOR ROCK FOR LIFE 「FIGHT FOR ROCK FOR LIFE」                                                                  | 15 luglio 2020    |         |
| 40 | STOP & GO 「STOP & GO」                                                                                              | 22 luglio 2020    |         |
| 41 | Sfidante 「挑戦者」 - Chōsensha                                                                                      | 29 luglio 2020    |         |
| 42 | Dichiarazione di guerra 「宣戦布告」 - Sensen fukoku                                                                 | 5 agosto 2020     |         |
| 43 | Best Members 「ベストメンバー」 - Besuto Menbā                                                                       | 12 agosto 2020    |         |
| 44 | Miccia 「導火線」 - Dōkasen                                                                                          | 19 agosto 2020    |         |
| 45 | Break 「ブレイク」 - Bureiku                                                                                         | 26 agosto 2020    |         |
| 46 | Prova certa 「ある証明」 - Aru shōmei                                                                                | 2 settembre 2020  |         |
| 47 | Sora, l'anatroccolo 「家鴨の空」 - Ahiru no Sora                                                                     | 9 settembre 2020  |         |
| 48 | Straight Story 「ストレイトストーリー」 - Sutoreito Sutōrī                                                           | 16 settembre 2020 |         |
| 49 | Last Period 「ラスト・ピリオド」 - Rasuto・Piriodo                                                                   | 23 settembre 2020 |         |
| 50 | Bridge 「ブリッジ」 - Burijji                                                                                        | 30 settembre 2020 |         |

## Accoglienza
A dicembre 2012, la serie ha avuto un numero di copie stampate di 19 milioni ed è risultata la 23ª serie più venduta del 2011 con 1.739.105 copie. Il volume 22 ed il volume 23 sono rispettivamente al 46º ed al 35º posto dei manga più venduti del primo semestre del 2009 con 316.221 e 347.574 copie vendute, i volumi 26 e 27 sono stati al 42º e 49º posto tra i manga più venduti del primo semestre del 2010 con 343.662 e 300.331 copie mentre il numero 30 ha venduto 340.851 copie durante il 2011 risultando il 47° volume più venduto del primo semestre dell'anno.
Lorenzo Campanini di MangaForever lo ha considerato come il quinto miglior anime che sfidava i cliché.